# Nanga Eboko
Nanga Eboko – miasto w Kamerunie, w Regionie Centralnym, stolica departamentu Haute-Sanaga. Liczy około 30,6 tys. mieszkańców.
Przez miasto przebiega linia kolejowa. W mieście znajduje się lokalne lotnisko.